# 圣贝内代托波
圣贝内代托波（義大利語：San Benedetto Po），是意大利曼托瓦省的一个市镇。总面积69平方公里，人口7748人，人口密度112.3人/平方公里（2009年）。国家统计（ISTAT）代码为020055。